# Liste der Kulturdenkmäler in Quirnheim
In der Liste der Kulturdenkmäler in Quirnheim sind alle Kulturdenkmäler der rheinland-pfälzischen Ortsgemeinde Quirnheim einschließlich des Ortsteils Boßweiler aufgeführt. Im Ortsteil Quirnheim-Tal sind keine Kulturdenkmäler ausgewiesen. Grundlage ist die Denkmalliste des Landes Rheinland-Pfalz (Stand: 19. Dezember 2024).

## Einzeldenkmäler
| Bezeichnung                             | Lage                                                | Baujahr                            | Beschreibung | Bild                           |
| --------------------------------------- | --------------------------------------------------- | ---------------------------------- | --- | ------------------------------ |
| Hofanlage                               | Boßweiler, Rodenbacher Weg 1, Auf dem Gries 10 Lage | 18. Jahrhundert                    | Hofanlage, 18. Jahrhundert; eingeschossiger Krüppelwalmdachbau, teilweise Fachwerk; an Nr. 10 Bruchsteinscheune 18. Jahrhundert, Ökonomie von Nr. 1 von 1861 | Fotos hochladen                |
| Katholische Wallfahrtskirche St. Oswald | Boßweiler, St. Oswald 9 Lage                        | 1706                               | spätbarocker Saalbau, bezeichnet 1706 und 1707 mit Teilen des spätgotischen Vorgängers, in der spitzgiebligen Fassade Skulpturennischen; Turm mit Walmdach, nach 1945, Architekt Hans Fischer; mit Ausstattung; zugehörig: - Mariensäule, bezeichnet 1703 - bei Nr. 5: Heiligenhäuschen; neugotisches Wegekreuz - bei Nr. 6: spätgotische Sakramentsnische aus der Martinskirche in Grünstadt, um 1500 - neben Nr. 6: Sandsteinkruzifix, bezeichnet 1902 - an der Gartenmauer von Nr. 6: Kriegerdenkmal 1914/18, gotisches Lichthäuschen, zwei Opferstöcke, bezeichnet 1765 und 1918 - in der Mauer am Zufahrtsweg zur Kirche: Bildstock, bezeichnet 1908 mit älteren Teilen | weitere Bilder Fotos hochladen |
| Kirchenausstattung                      | Quirnheim, Ebertsheimer Straße, in Nr. 2 Lage       | 18. und 19. Jahrhundert            | in der Katholischen Kirche Mariä Himmelfahrt: Ausstattungsstücke des Vorgängerbaus; Madonna, Mondsichelmadonna, beide 18. Jahrhundert; Pietà, hl. Katharina, beide Mitte des 18. Jahrhunderts; Kreuzigungsgruppe, Orgel, beide 19. Jahrhundert | BW                             |
| Wappenstein                             | Quirnheim, Ebertsheimer Straße, an Nr. 3 Lage       | 18. Jahrhundert                    | Reliefplatte mit Merzschem Wappen, spätbarock, 18. Jahrhundert | BW                             |
| Spolie                                  | Quirnheim, Langgasse, an Nr. 15 Lage                | 1723                               | Ofenstein, bezeichnet 1723 | BW                             |
| Schulhaus                               | Quirnheim, Langgasse 24 Lage                        | 1829                               | ehemaliges Schulhaus; stattlicher Putzbau, spätklassizistisches Erdgeschoss bezeichnet 1829, Korbbogenfenster, Obergeschoss und Krüppelwalmdach Anfang des 20. Jahrhunderts | BW                             |
| Hofanlage                               | Quirnheim, Neue Straße 12 Lage                      | 19. Jahrhundert                    | ausgedehnte Hofanlage, 19. Jahrhundert; zweieinhalbgeschossiges spätklassizistisches Wohnhaus, bezeichnet 1856 | Fotos hochladen                |
| Hofanlage                               | Quirnheim, Neue Straße 13 Lage                      | zweite Hälfte des 19. Jahrhunderts | Hofanlage, zweite Hälfte des 19. Jahrhunderts; eineinhalbgeschossiges spätklassizistisches Wohnhaus, 1871 | BW                             |
| Protestantische Kirche                  | Quirnheim, Neue Straße 16 Lage                      | 12. Jahrhundert                    | romanischer Rundturm, 12. Jahrhundert, Obergeschoss bezeichnet 1581 und 1911 (renoviert), Kegeldach 1960/62; gotischer Saalbau, Chor mit Rippenkreuzgewölbe, frühes 16. Jahrhundert | weitere Bilder Fotos hochladen |
| Friedhofsmauer und Grabmäler            | Quirnheim, Neue Straße, bei Nr. 16 Lage             | ab 1539                            | Friedhofsmauer mit Tor, bezeichnet 1539, Grabsteine des 18. und 19. Jahrhunderts | weitere Bilder Fotos hochladen |
| Quirnheimer Hof                         | Quirnheim, Neue Straße 18 Lage                      | ab dem 16. Jahrhundert             | ehemals Hertlingshäuser Klosterhof und Merzsches Schloss; ausgedehnte Hofanlage; repräsentativer nachbarocker Mansardwalmdachbau, bezeichnet 1806; dreischiffiger Stall mit älteren Teilen, 16. und 17. Jahrhundert; in einer Scheune Wappenrelieffragment der Freiherrn von Merz, bezeichnet 1702 (?); klassizistisches Hoftor, weiteres Hoftor bezeichnet 1854; Gartenmauer | Fotos hochladen                |
| Spolie                                  | Quirnheim, Schmittgasse, an Nr. 16 Lage             | 18. Jahrhundert                    | spätbarocker Christuskopf | BW                             |